# Stabri Monogo
Stabri Monogo (més conegut com a Stabri o El Ninot Viatger) és un personatge popular a Internet que passa de mà en mà i viatja per tot el món. Creat en 2006, sorgí com una idea de dos informàtics que buscaven fins a on podien arribar els llaços creats des d'Internet.

## Història

### Origen
Dos informàtics espanyols, Mariano Munuera i Ángel Téllez, van decidir experimentar fins on podrien arribar els llaços creats des d'Internet. Van idear un ninot global, Stabri, que passa de mà en mà viatjant per tot el món. Per a això, van disposar la creació d'una pàgina de format web 2.0 en la qual els usuaris poguessin interaccionar entre ells similar a les xarxes socials conegudes fins al moment, el disseny i construcció del personatge en si i un primer portador que el donés a conèixer entre les primeres persones. Aquesta última part seria la més important, ja que és la que donaria vida a la idea original dels gallecs.

### Aventura

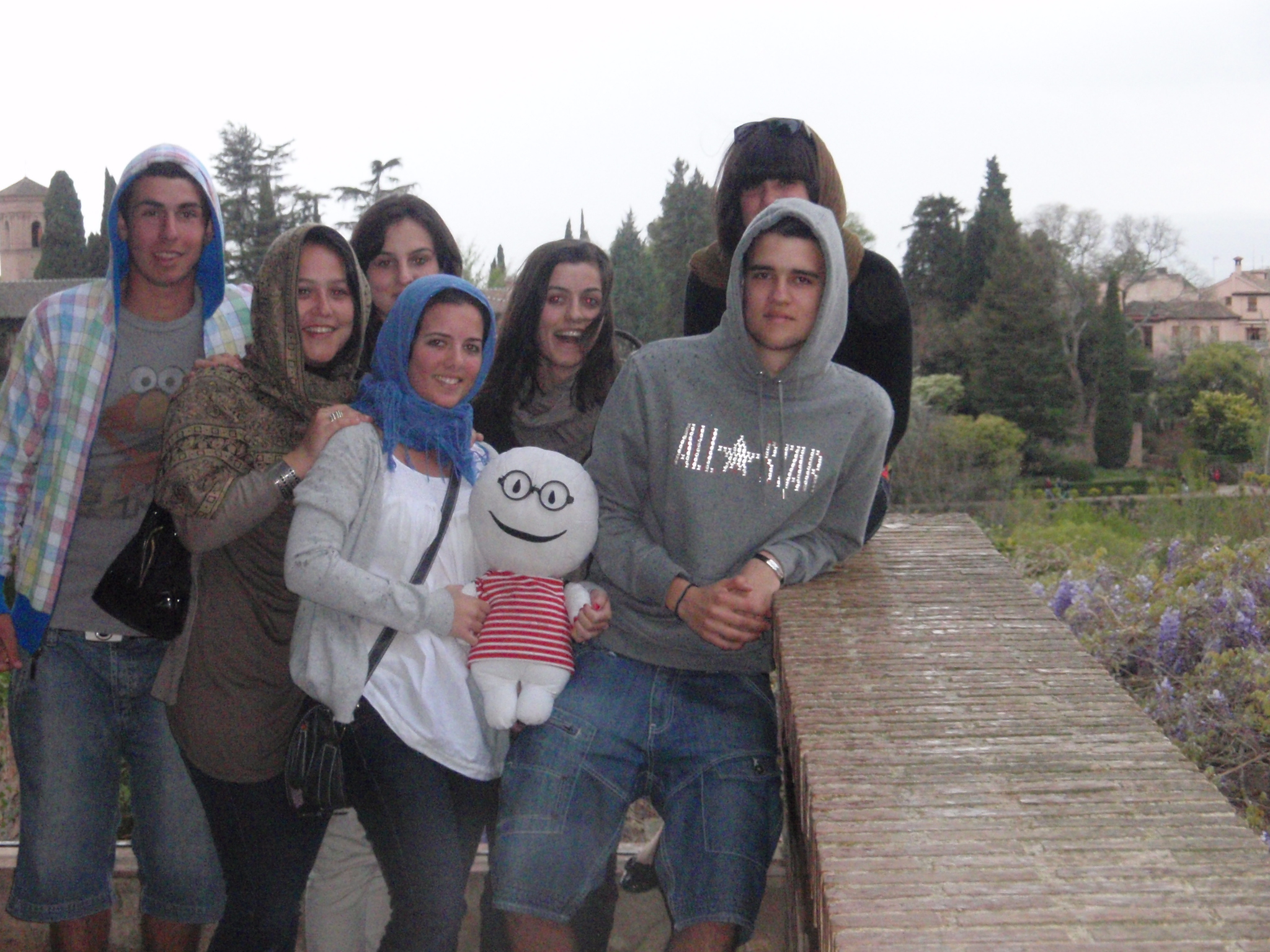
Stabri en Granda amb una de les portadores i els seus amics.

Stabri no és més que un ninot que viatja, i el qual transporta una sola persona anomenada "portador" o "portadora", l'única diferència és que aquesta persona que el porta és diferent en cada recorregut (ja que passa de mà en mà). El portador porta a Stabri a visitar els llocs més destacats de la zona i fa partícip de les seves aficions segons cregui convenient. D'aquesta manera es crea una sèrie d'aventures, les quals són gravades o fotografiades i pujades a la web, allà, es comparteix cada moviment del ninot i els usuaris de la web poden ser partícips d'ells amb comentaris i altres aportacions.

### Mitjans de comunicació
El ninot Stabri ha arribat a ser tan rellevant, que han estat diversos els mitjans de comunicació que han volgut dedicar un espai o un moment. A la televisió, en programes com Callejeros Viajeros o en les notícies de la Televisión de Galicia e Noticias Cuatro; també nombrosos espais radiofònics i en la premsa escrita han estat partícips de la seva història.

## Pàgina web
El web de Stabri és també una zona gratuïta de xarxes socials fundada pels autors del ninot. Originalment disposava d'un disseny molt bàsic de plantilla (el creat el 2006), en què els seus usuaris podien compartir fotografies i comentaris de forma pública i hi pot accedir qualsevol persona que tingui un correu electrònic. A més, la presència del ninot no ha estat només per la web oficial, sinó per altres xarxes populars, així com Tuenti, Facebook o Twitter entre d'altres. A mitjans de l'any 2010 es va presentar un nou disseny que convertia a la xarxa en una zona més social, permetent interaccionar més entre els usuaris i amb el mateix ninot. Aquesta remodelació va comptar amb nous apartats de la ruta de viatge, contes educatius que feien arribar aquesta aventura a un altre sector de la població més infantil i un apartat de compra de productes, entre les noves aplicacions com la georeferenciació. L'any 2011 i amb el nou format de la galeria de fotografies dins el web de Stabri de la companyia americana Cooliris apareixen unes categories en què fotos destacades són emmagatzemades en carpetes per a la seva millor difusió. Així es consolida un apartat en el que s'afegeixen imatges dels mitjans de premsa, televisió i ràdio en què apareix el ninot.